# Lonato del Garda
Lonato del Garda (hasta el 30 de junio de 2007 se llamaba sólo Lonato) es un municipio italiano de 15 084 habitantes de la provincia de Brescia, cerca del Lago de Garda, que lo baña sólo en una franja de territorio larga, de unos 350 metros. 

## Evolución demográfica
| Gráfica de evolución demográfica de Lonato del Garda entre 1861 y 2001 |
|                                                                        |
| Fuente ISTAT - elaboración gráfica de Wikipedia                        |

## Lugares de interés
- La basílica de San Juan Bautista, que empezaron a construir en el 1738. El proyecto es del arquitecto de Lonato Paolo Soratini. Esta iglesia se halla encima de los restos de dos iglesias, la más antigua del 1339. La basílica tiene trece altares de mármol y una cúpula muy grande, de 20 metros de diámetro y 60 de altura. En el interior, pinturas de Bernardino Licinio, Pietro Liberi, Paolo Farinati, Giambettino Cignaroli, Giosuè Scotti y otros artistas.

- La iglesia de S. María del Corlo, del siglo XVI, que se encuentra en el casco antiguo. En el interior, frescos de Giovanni D'Asolo, de Francesco Paglia y de Pietro Maroni. El techo está pintado por Sergio Bonometti, mientras que el sepulcro, que tiene estatuas madereras policromadas, es obra de Valentino Bolesini.

- El castillo de Drugolo, cerca de la fracción de Sedena, del siglo X. Este pequeño castillo tiene un puente levadizo y almenajes. Sigue siendo habitado por los propietarios y no se puede visitar.

## Transportes

### Aeropuertos
El aeropuerto más cercano es el de Montichiari; sin embargo, el Orio al Serio y el de Verona no están muy lejos.

### Conexiones viales
La conexión vial principal es la autopista A4 Turín-Milán–Venecia-Trieste y tiene una salida en el municipio de Desenzano del Garda, que está muy cerca.

### Conexiones ferroviarias
En Lonato del Garda hay una estación de ferrocarril de la ferrovía (Milán)-Brescia-Verona-(Venecia), en la que se paran sólo unos trenes locales en servicio entre Brescia y Verona. La estación importante más cercana es la de Desenzano del Garda.

### Transportes urbanos
En Lonato del Garda hay unos buses que unen el pueblo a Brescia, a Desenzano del Garda y a otros pueblos de los alrededores.

## Imagines

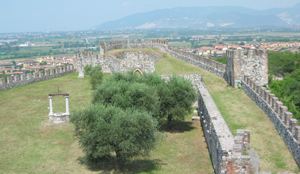
Rocca
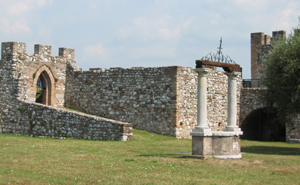
Rocca
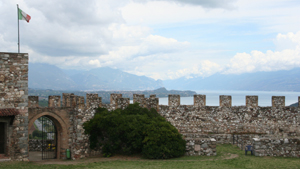
Lago di Garda dalla Rocca
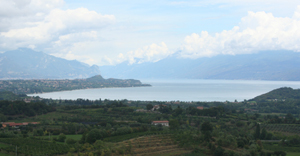
Lago di Garda - Lonato
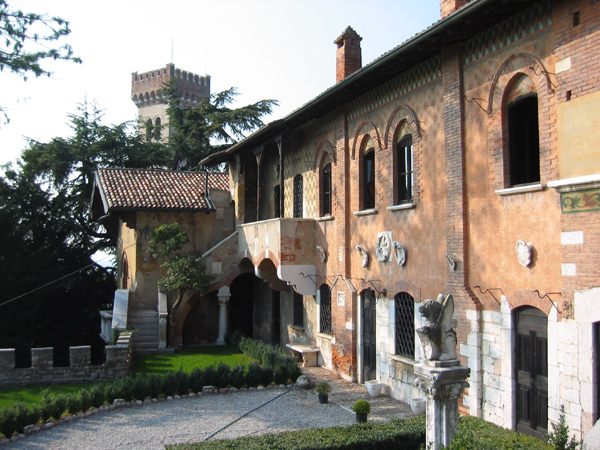
Casa del Podestà
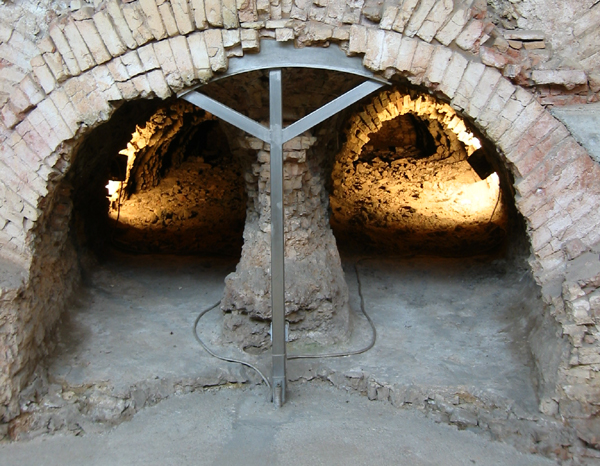
Fornaci romane
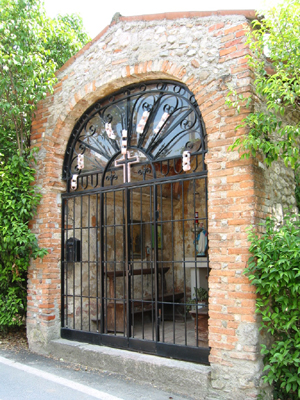
Località Lazzaretto
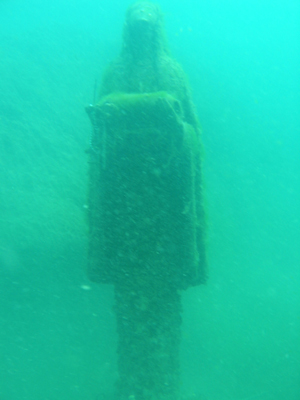
Madonnina immersa nella località Vo'
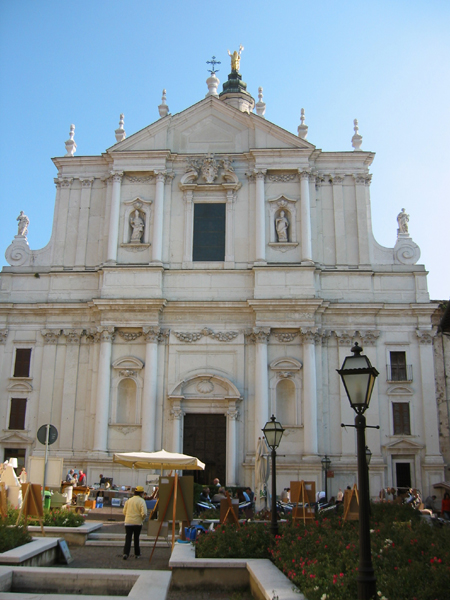
Basilica di Lonato del Garda
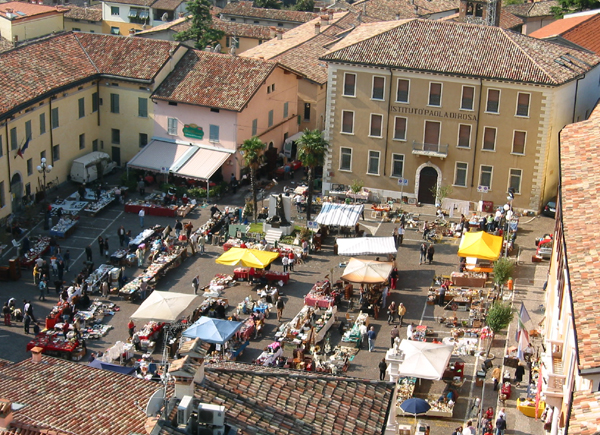
Mercantico a Lonato
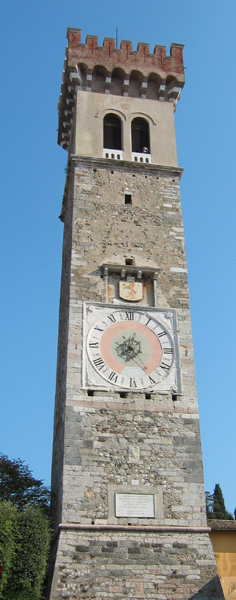
Torre cívica

- Datos: Q105039
- Multimedia: Lonato del Garda / Q105039

1. ↑  Worldpostalcodes.org, código postal n.º 25017.
2. ↑  «Codici Catastali». Comuni-italiani.it (en italiano). Consultado el 29 de abril de 2017.